# 9 to 5
Singles de Dolly Parton
Old Flames Can't Hold a Candle to You
(1980) But You Know I Love You
(1981)
9 to 5 est une chanson écrite, composée et interprétée par Dolly Parton pour le film Comment se débarrasser de son patron (titre original : 9 to 5) sorti en décembre 1980.
Avant la sortie du film, en novembre, Dolly Parton a sorti la chanson sur son album 9 to 5 and Odd Jobs et en single.
La chanson est devenue un grand succès, en particulier aux États-Unis où elle a atteint la première place du Billboard Hot 100. Grâce à cela, Dolly Parton a considérablement élargi son audience.

## Récompense
La chanson (dans la version originale du film Comment se débarrasser de son patron) fut classée 78e dans la liste des « 100 plus grandes chansons du cinéma américain » selon l'American Film Institute (AFI).

## Classements hebdomadaires
| Classement (1980—81)                       | Meilleure position |
| ------------------------------------------ | ------------------ |
| Allemagne (Media Control AG)               | 46                 |
| Autriche (Ö3 Austria Top 40)               | 5                  |
| Belgique (Flandre Ultratop 50 Singles)     | 5                  |
| Canada (RPM Top Singles)                   | 1                  |
| États-Unis (Billboard Hot 100)             | 1                  |
| États-Unis (Hot Adult Contemporary Tracks) | 1                  |
| États-Unis (Hot Country Songs)             | 1                  |
| Pays-Bas (Single Top 100)                  | 15                 |
| Nouvelle-Zélande (RMNZ)                    | 9                  |
| Royaume-Uni (UK Singles Chart)             | 47                 |
| Suède (Sverigetopplistan)                  | 6                  |

## Utilisation
La chanson est présente sur la bande originale du film Deadpool 2 (2018).
Elle est utilisée en clôture du premier épisode de la série The Penguin